# Mariusz Jastrzębski
Mariusz Jastrzębski (ur. 21 stycznia 1985 w Nowym Targu) – polski hokeista.

## Kariera
- Podhale Nowy Targ
- SMS II Sosnowiec (2002–2003)
- GKS Jastrzębie (2003–2004)
- Podhale Nowy Targ (2004–2006)
- Cracovia (2006–2007)
- TKH Toruń (2007–2009)
- Naprzód Janów (2009–2010)
- MMKS Podhale Nowy Targ (2010–2012)
- Gazda Nowy Targ (2015-)

Absolwent NLO SMS PZHL Sosnowiec z 2004. Profesjonalną karierę zawodniczą zakończył po sezonie 2011/2012.
Od 2016 zawodnik drużyny Gazda Nowy Targ w II lidze.